# Августа Саксен-Мейнингенская
Августа Саксен-Мейнингенская (нем. Augusta von Sachsen-Meiningen, полное имя Августа Луиза Аделаида Каролина Ида, нем. Augusta Luise Adelheid Karoline Ida, 6 августа 1843, Мейнинген — 11 ноября 1919, Альтенбург) — принцесса Саксен-Мейнингенская, в браке — принцесса Саксен-Альтенбургская, супруга принца Морица, мать Великой княгини Елизаветы Маврикиевны.

## Биография
Августа родилась 6 августа 1843 года в Мейнингене. Она была вторым ребёнком и единственной дочерью в семье герцога Саксен-Мейнингенского Бернхарда II и его жены Марии Фридерики, принцессы Гессен-Кассельской. Девочка имела старшего брата Георга. Несмотря на большую разницу в возрасте, между ними были хорошие отношения. Оба очень любили театр.
В возрасте 19 лет принцесса вышла замуж за Морица, принца Саксен-Альтенбургского, которому за несколько дней до этого исполнилось 33 года. Жених был младшим братом правящего герцога Саксен-Альтенбургского Эрнста I. Свадьба прошла 15 октября 1862 в Мейнингене. У супругов родилось пятеро детей:
- Мария Анна (1864—1918) — супруга князя Георга Шаумбург-Липпского, имела 9 детей;
- Елизавета (1865—1927) — супруга великого князя Константина Константиновича, имела 9 детей;
- Маргарита Мария (1867—1882) — скончалась в возрасте 15 лет;
- Эрнст (1871—1955) — последний герцог Саксен-Альтенбургский в 1908—1918 годах, был женат на Аделаиде Шаумбург-Липпской, имел от неё 4 детей, после развода вступил в морганатический брак с Марией Трибель;
- Луиза (1874—1953) — супруга герцога Ангальтского Эдуарда, имела 6 детей.

Принц Мориц скончался в 1907 году. Августа пережила его и двух своих дочерей, умерла в 1919 году.